# Gibellina
Gibellina (Ibbiḍḍìna in siciliano) è un comune italiano di 3 624 abitanti del libero consorzio comunale di Trapani in Sicilia.
Il centro abitato attuale, noto anche come Gibellina Nuova, è sorto dopo il terremoto del Belìce del 1968 in un sito che in linea d'aria dista circa 11 km dal precedente. Il vecchio centro, distrutto dal sisma, è stato abbandonato e negli anni ottanta è stato trasformato nel Cretto di Burri, un'opera di land art dell'artista Alberto Burri. 
Il 31 ottobre 2024 è stata proclamata "Capitale italiana dell’arte contemporanea 2026", la prima città italiana con questo titolo.

## Storia

### Le origini
Il nome si suppone derivi dall'arabo ǧabal, plurale ǧibāl, ‘monte’, forse col suffisso -ina di derivazione aggettivale.
Secondo alcuni storici fondata dagli Arabi nell'Alto Medioevo, il centro medioevale si formò nel secolo XIV intorno al castello edificato da Manfredi Chiaromonte.

### L'era Corrao e la ricostruzione
Dopo il terremoto del 1968 e le devastazioni, fu lentamente avviata la ricostruzione del paese. Tuttavia, invece di riedificare nelle vicinanze dell'antica Gibellina, essa fu ripresa una ventina di chilometri più a valle. La scelta del sito avrebbe potuto seguire la logica della vicinanza alla costruenda autostrada sino a Mazara del Vallo, se non fosse che il terreno di nuova edificabilità era dei cugini Ignazio e Nino Salvo, boss della mafia.
Gibellina nuova sorse quindi sul territorio del comune di Salemi, in contrada Salinella, a seguito di una votazione del consiglio comunale.
Per la ricostruzione della cittadina l'ex sindaco Ludovico Corrao ebbe l'illuminata idea di "umanizzare" il territorio chiamando a Gibellina diversi artisti di fama mondiale come Pietro Consagra e Alberto Burri; quest'ultimo si rifiutò di inserire una sua opera nel nuovo contesto urbano che si stava costruendo e realizzò il Cretto di Burri, o Grande Cretto, sulla vecchia Gibellina, a memoria del sisma che la distrusse. All'appello del sindaco risposero, altresì, Mario Schifano, Andrea Cascella, Arnaldo Pomodoro, Mimmo Paladino, Franco Angeli, Leonardo Sciascia. Il paese divenne subito un immenso laboratorio di sperimentazione e pianificazione artistica, in cui artisti e opere di valore rinnovarono lo spazio urbano secondo una prospettiva innovativa.

## Monumenti e luoghi d'interesse

### Il Cretto di Burri

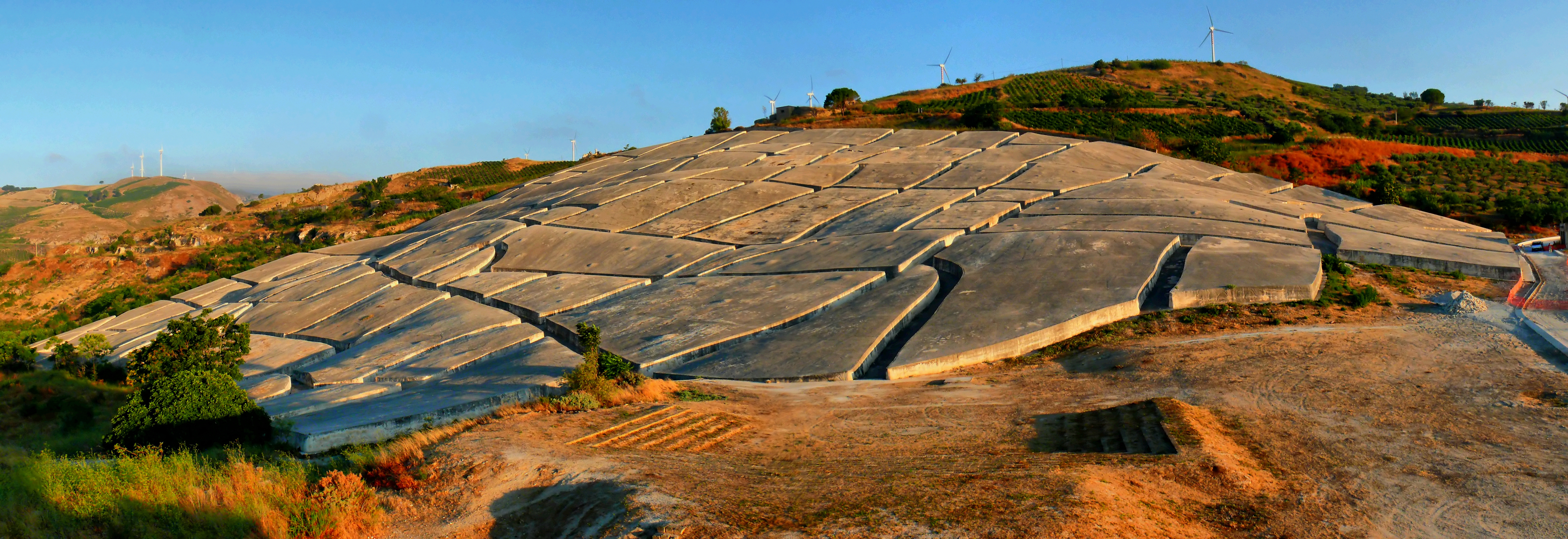
Panoramica del Cretto di Burri

I resti del terremoto sono ancora visibili, in parte sotto il Cretto di Alberto Burri, monumento della morte che ripercorre le vie e vicoli della vecchia città. Esso infatti sorge nello stesso luogo dove una volta vi erano le macerie, attualmente "cementificate" dall'opera di Burri. Dall'alto l'opera appare come una serie di fratture di calcestruzzo sul terreno, il cui valore artistico risiede nel congelamento della memoria storica di un paese. Il cretto è una tra le opere d'Arte contemporanea più estese al mondo.

### Il Meeting
Il Meeting è una scultura-monumento realizzata da Pietro Consagra.

### La chiesa madre

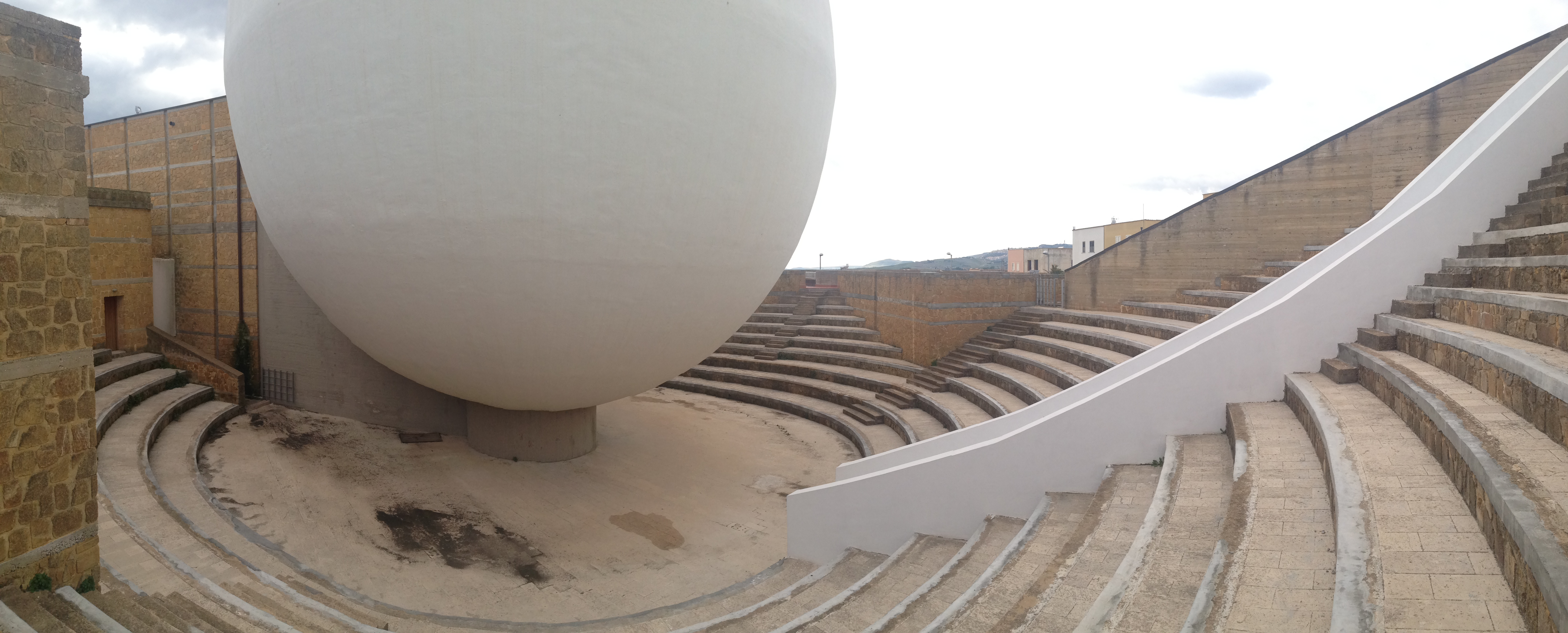
L'esterno della chiesa madre progettata da Ludovico Quaroni

Nel 1970 Ludovico Quaroni riceve l'incarico per la progettazione della chiesa madre di Gibellina sulla sommità di una leggera collina, nel punto più alto del paese. Il progetto è completato nel 1972 insieme a Luisa Anversa. La geometria della chiesa di Gibellina rappresenta una novità, non solo nello schema tipologico dell'edificio e nel suo rapporto con il luogo, ma anche nel linguaggio per le forme architettoniche. Le varie funzioni sono raccolte e distribuite all'interno di un parallelepipedo a base quadrata di circa 50 metri di lato, ulteriormente diviso in moduli e sottomoduli, mentre il centro simbolico e geometrico del monumento è una grande sfera liscia, di cemento che costituisce un riferimento puntuale del sacro. I lavori iniziarono nel 1985.
Il 15 agosto 1994 crolla la copertura del tetto, senza provocare vittime. L'inchiesta ha portato all'invio di avvisi di garanzia per il direttore dei lavori. I lavori di restauro, iniziati nel 2002, sono stati ultimati all'inizio del 2010.

### La piazza del comune e la torre civica

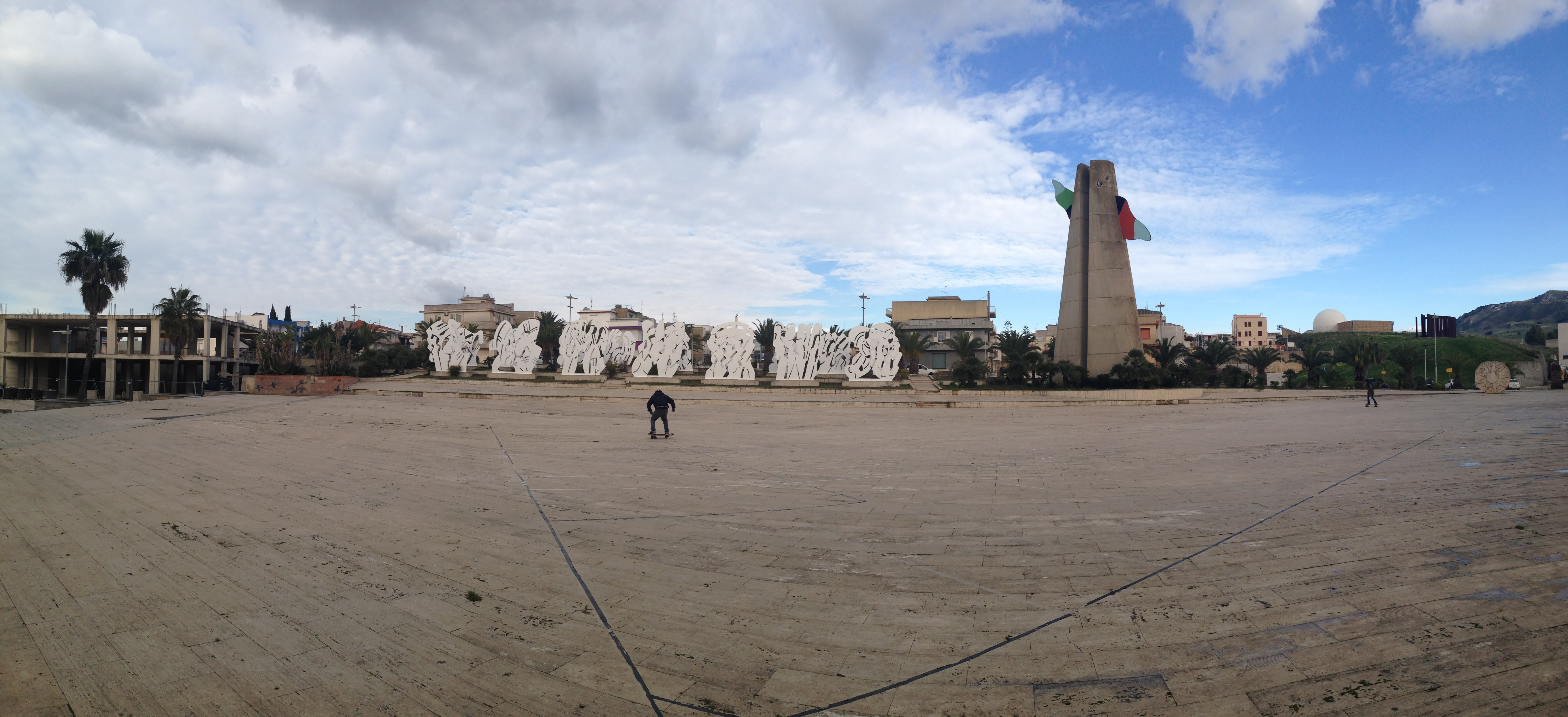
Piazza del comune

La piazza del comune è circondata da un portico realizzato da Vittorio Gregotti e Giuseppe Samonà, alle cui pareti si trovano delle ceramiche decorate da Carla Accardi. Al bordo della piazza si trovano delle sculture di metallo bianco - originariamente scenografia per l'opera teatrale "Edipo Re" - intitolate La città di Tebe di Pietro Consagra, la scultura in travertino Città del sole di Mimmo Rotella e La torre di Alessandro Mendini.
Realizzata nel 1988 da Alessandro Mendini, la torre civica è posizionata nella piazza XV gennaio 1968. Quando funziona, dalla torre, quattro volte al giorno (che corrispondevano ai quattro momenti più importanti per il popolo gibellinese), fuoriusciva un mix di suoni (urla, venditori ambulanti...) caratteristici della vita quotidiana della "vecchia" Gibellina.

### Il sistema delle piazze

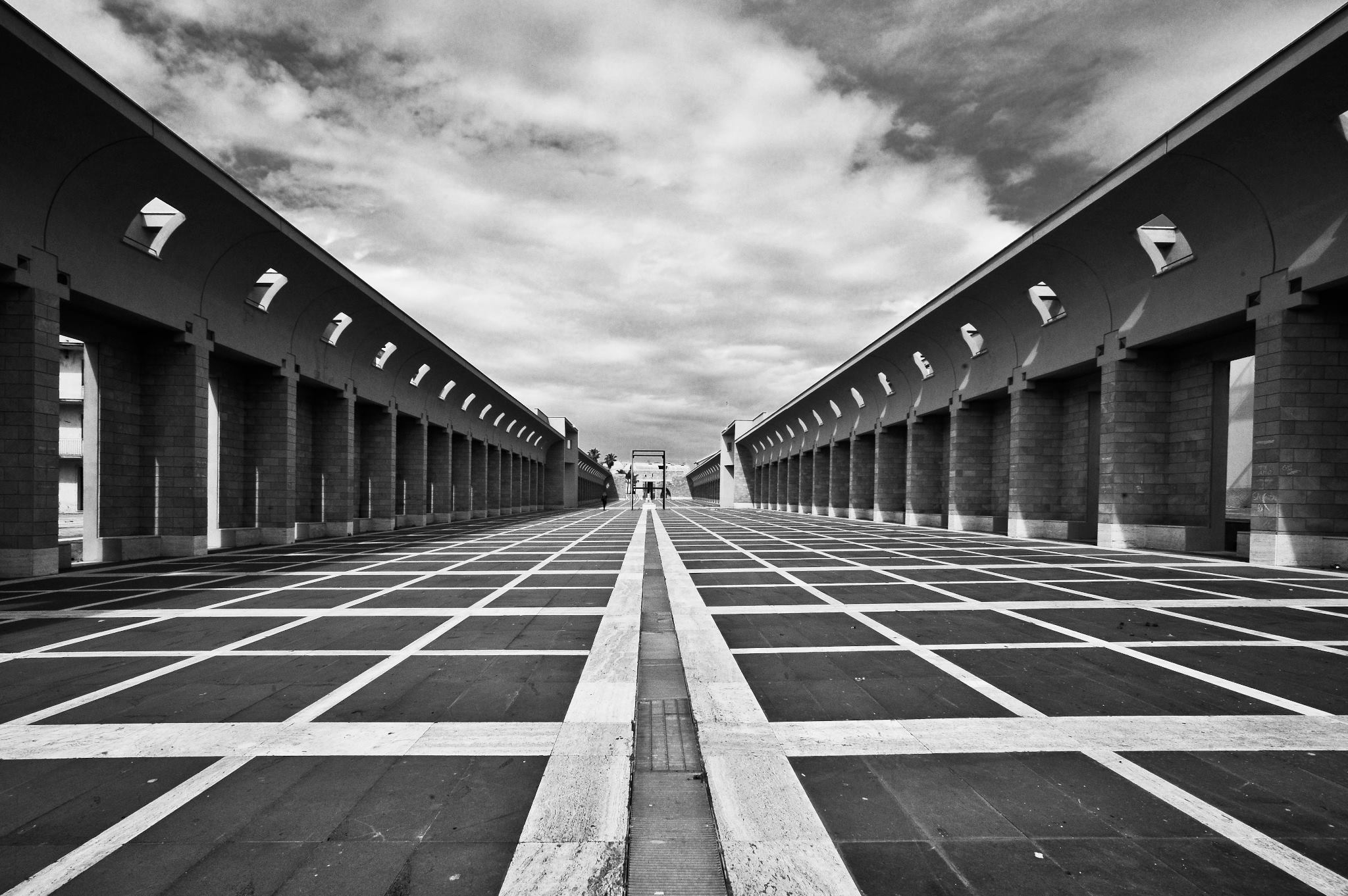
Il sistema delle piazze

Il cosiddetto sistema delle piazze a Gibellina è un allineamento di piazze cinte da strutture architettoniche laterali progettate da Franco Purini e Laura Thermes. Del sistema delle piazze fanno parte:
- la Piazza Rivolta del 26 giugno 1937;
- la Piazza Fasci dei Lavoratori;
- la Piazza Monti di Gibellina;
- la Piazza Autonomia Siciliana;
- la Piazza Passo Portella delle Ginestre.

## Società

### Evoluzione demografica
Abitanti censiti

A seguito del terremoto molti abitanti decisero di emigrare altrove come il Canada, gli USA, il Venezuela, l'Australia e molti altri a causa dell'assenza di reali opportunità lavorative che offriva il paese o per studiare altrove. Per questa ragione la demografia del paese ne risulta vistosamente influenzata.

## Cultura

### Il Museo d'arte contemporanea
La collezione d'arte contemporanea di Gibellina, si forma dal 1980 attraverso il contributo di numerosi artisti ed è raccolta nel Museo d'arte contemporanea Ludovico Corrao, con una collezione di circa 2.000 opere d’arte.
Vi sono opere di artisti tra cui Mario Schifano, Giulio Turcato, Arnaldo Pomodoro, Gino Severini, Alighiero Boetti, Fausto Melotti, Giuseppe Uncini, Pietro Consagra, Carla Accardi.
Il 15 gennaio 2012, in occasione del XLIV anniversario del terremoto del Belice, il museo viene intitolato a Ludovico Corrao.
La sede attuale del museo, dopo una lunga chiusura, è stata inaugurata nel luglio 2021.

### Le Orestiadi
Dal 1981 vi svolgono ogni anno le Orestiadi, un festival internazionale con manifestazioni che vanno dalle rappresentazioni teatrali a quelle musicali, dalla pittura alla scultura, al cinema.
Sono organizzate dalla "Fondazione Orestiadi", che nella sua sede nel Baglio Di Stefano, ha istituito il Museo delle Trame Mediterranee.

## Economia
L'economia è prevalentemente basata sull'agricoltura, con coltivazioni di meloni gialli, cereali, viti, ulivi (Oliva Nocellara del Belice), alberi da frutto, agrumi e allevamenti di ovini. Operano anche varie aziende nel settore edile, alimentare e chimico (vernici). Da notare è anche il turismo, soprattutto composta da stranieri che visitano le opere di arte contemporanea presenti nel paese.

## Amministrazione
Di seguito è presentata una tabella relativa alle amministrazioni che si sono succedute in questo comune.
| Periodo         | Periodo         | Primo cittadino      | Partito                                             | Carica              | Note   |
| --------------- | --------------- | -------------------- | --------------------------------------------------- | ------------------- | ------ |
| 28 maggio 1985  | 21 maggio 1990  | Ludovico Corrao      | PCI                                                 | Sindaco             | [ 19 ] |
| 21 maggio 1990  | 13 giugno 1994  | Ludovico Corrao      | PDS                                                 | Sindaco             | [ 19 ] |
| 27 giugno 1994  | 25 maggio 1998  | Giovanni Navarra     | lista civica                                        | Sindaco             | [ 19 ] |
| 25 maggio 1998  | 4 novembre 1999 | Giovanni Navarra     | lista civica                                        | Sindaco             | [ 19 ] |
| 6 novembre 1999 | 17 aprile 2000  | Grazia Incorvaia     |                                                     | Comm. straordinario | [ 19 ] |
| 17 aprile 2000  | 17 maggio 2005  | Vito Antonio Bonanno | lista civica                                        | Sindaco             | [ 19 ] |
| 17 maggio 2005  | 1º giugno 2010  | Vito Antonio Bonanno | Unione di Centro                                    | Sindaco             | [ 19 ] |
| 1º giugno 2010  | 1º giugno 2015  | Rosario Fontana      | lista civica                                        | Sindaco             | [ 19 ] |
| 1º giugno 2015  | 6 ottobre 2020  | Salvatore Sutera     | lista civica                                        | Sindaco             | [ 19 ] |
| 6 ottobre 2020  | in carica       | Salvatore Sutera     | lista civica Continuiamo insieme con Sutera sindaco | Sindaco             | [ 19 ] |

### Gemellaggi
- Casamarciano, dal 2010[20]
- Città di Castello, dal 2011[21]
- Béja, dal 2012[22]
- Testour, dal 2012[22]